# Strada nazionale 4 (Paraguay)
La strada nazionale PY04 "Generale José Eduvigis Díaz" (in spagnolo: Ruta Nacional PY04 "General José Eduvigis Díaz") è una strada statale paraguaiana che unisce le cittadine di San Ignacio e Paso de Patria. L'arteria costituisce la principale via d'accesso al dipartimento di Ñeembucú, nell'angolo sud-occidentale del Paese.